# Aitzaz Ahsan
Chaudhry Aitzaz Ahsan (en ourdou : چودھری اعتزاز احسن) est un homme politique pakistanais de gauche, théoricien de la constitution et adepte du marxisme. Il est actuellement élu au Sénat pakistanais. Avant de commencer sa carrière politique, il est brièvement président de l'association du barreau de la Cour Suprême du Pakistan.
En tant que membre éminent du comité exécutif central du Parti du peuple pakistanais (PPP), Ahsan commence sa vie politique sous le gouvernement de Benazir Bhutto, alors Premier ministre, en tant que ministre de l'Intérieur de 1988 à 1990. Il est également Ministre de la Justice de 1993 à 1996.
Il est notamment connu dans l'opinion publique pour sa défense de la doctrine sociale-démocrate et pour avoir défendu la cause de l'ancien Premier Ministre Nawaz Sharif en 1999. En 2007, il défend avec succès la cause du président de la Cour Suprême Iftikhar Muhammad Chaudhry avant son arrestation par le président d'alors, Pervez Musharraf.

## Jeunesse et études
Aitzaz Ahsan est né le 27 septembre 1945 à Murree dans le district de Rawalpindi, situé dans la province du Penjab, alors contrôlée par les Britanniques. Issu d'une famille aisée, il a fait ses études dans un lycée privé et a suivi un cursus universitaire au Aitchison College d'où il est diplômé. Il a également étudié au Government College University de Lahore où il obtint un Bachelor of Law. Il fut accepté à la Cambridge University en 1965 et il étudia le droit au Downing College d'où il obtint un Master of Law en 1967. Après avoir été diplômé, il fut admis au barreau du Gray's Inn en 1967.

## Vie professionnelle

### Carrière politique
Depuis 1975, Ahsan est un membre actif du Parti du peuple pakistanais et est un des acteurs principaux de la politique de gauche au Pakistan. Pour ce qui est de la plateforme électorale du parti populaire, Ahsan obtient un siège à l'assemblée provinciale du Penjab après le meurtre de Chaudhry Anwar Samma, également membre du PPP. Après son élection, il rejoint le gouvernement où on lui confie la gestion des portefeuilles de l'information, de la planification et du développement. Après que la police ait ouvert le feu sur des avocats lors des protestations menées par l'Alliance nationale du Pakistan dénonçant des fraudes électorales suspectées au bénéfice le PPP, Ahsan présente sa démission du gouvernement en signe de soutien. Il est plus tard renvoyé du parti à la suite de cet incident.
À la suite du coup d’État du général Muhammad Zia-ul-Haq en 1977, Ahsan s'investit dans le Mouvement pour la restauration de la démocratie avant de réintégrer le PPP après que la loi martiale ait été instaurée. Pour sa participation aux évènements du mouvement pour la restauration de la démocratie, Ahsan est emprisonné à plusieurs reprises. Il est élu à l'Assemblée nationale en tant que membre du PPP en 1988 et occupe par la suite les postes de ministre de la Justice, ministre de l'Intérieur et ministre du contrôle des stupéfiants. Il est réélu en 1990, mais n'obtient pas de troisième mandat en 1993. Il est élu en 1994 au Sénat où il siège en tant que chef de l'opposition jusqu'en 1999. Il est de nouveau élu en 2002 comme candidat du PPP aux élections législatives.
Le Parti du peuple pakistanais le choisit comme candidat à l'élection présidentielle pakistanaise de 2018 grâce au soutien d'Asif Ali Zardari. Il arrive troisième du scrutin, derrière Fazal-ur-Rehman, candidat soutenu par la Ligue musulmane du Pakistan (N) et Arif Alvi, candidat du Mouvement du Pakistan pour la justice.

### Carrière d'avocat
En tant qu'avocat principal de la Cour suprême du Pakistan et associé principal du cabinet Aitzaz Ahsan & Associates, Ahsan est un des avocats pakistanais les plus respectés et est nommé à plusieurs reprises au rang le plus élevé par l'organisme de notation Chambers and Partners ranking of legal professionals. Il est également entré dans l'histoire du droit pakistanais en défendant trois Premiers ministres durant sa carrière. Il tient en effet la défense de Benazir Bhutto en 2001 ainsi que de l'ancien Premier ministre Nawaz Sharif. Plus récemment en 2011, il a également défendu la cause de Yousaf Raza Gilani.
Pendant son dernier mandat à l'Assemblée nationale pakistanaise il est membre des comités permanents de l'Intérieur et des Comptes Publics.

#### L'affaire Iftikhar Muhammad Chaudhry
En 2007, Aitzaz Ahsan ainsi qu'une équipe d'avocats constituée de Shahid Saeed, Gohar Khan et Nadeem Ahmed assurent la défense du Président de la Cour Suprême Iftikhar Muhammad Chaudhry, devant la Cour suprême du Pakistan. Ils sont opposés à une équipe de seize avocats chevronnés représentant l'État. L'audience est tenue devant le tribunal en assemblée plénière avec à sa tête le président Khalil-ur-Rehman Ramday. L'assemblée déclare finalement la suspension d'Iftikhar Muhammad Chaudhry par le régime de Pervez Musharraf illégale, et le rétablit dans ses fonctions.

#### L'affaire du Premier ministre Gilani
Il s'agit là d'une affaire sensible dans la carrière juridique d'Ahsan. En effet, contrairement à l'affaire Iftikhar Muhammad Chaudhry, il ne disposait pas ici du soutien de ses confrères. Les arguments de défense d'Ahsan ne furent pas acceptés par le tribunal, qui condamna l'accusé à une peine symbolique : il dut rester dans le tribunal jusqu'à la levée de la séance. Ahsan proclama néanmoins que la sentence du tribunal était « scandaleuse et ridicule » et ne correspondait pas aux charges retenues contre l'accusé par la Cour Suprême. La porte-parole du Parlement pakistanais a déclaré à propos de cette sentence qu'il ne s'agissait pas d'une affaire de « turpitude morale ». Elle ajouta que la sentence n'est pas suffisamment grave pour entrainer l'exclusion d'un membre actif de l'Assemblée nationale, rejetant par là même la décision du tribunal. Le 24 mai 2012, Ahsan annonce à la télévision que son client ne continuera pas les procédures en appel. Les propos de la porte-parole du Parlement ont néanmoins été contredits par la Cour Suprême. Le 19 juin 2012, M. Gilani est donc écarté de ses fonctions comme membre du parlement et déchu de son rang de Premier ministre du Pakistan, comme prévu lors du jugement du 26 avril 2012.

### Pendant et après l'état d'urgence
Peu après la déclaration de la loi martiale et de l'État d'urgence de 2007, Aitzaz Ahsan est arrêté alors que lui et son équipe (composée de Shahid Saeed, Gohar Khan et Nadeem Ahmed) remettaient en cause face à la Cour Suprême l'éligibilité de Pervez Musharraf pour les élections de 2007,. Certaines rumeurs disent qu'il aurait été maintenu en cellule d'isolement et torturé après son arrestation. Cependant, en raison de la réputation dont jouit Aitzaz Ahsan, 33 sénateurs américains ont écrit au Président Musharraf pour demander sa libération immédiate. Il retira sa candidature au poste de Président de l'Assemblée nationale afin de suivre le mouvement de boycott entamé par la Convention Nationale des Avocats contre les élections sous le régime de Musharraf. Ce faisant, il améliora encore sa réputation en faisant passer la cause des avocats avant la sienne.
Ahsan a maintenu sa résolution de restaurer la justice d'avant l'État d'urgence et la démocratie au Pakistan par sa résistance non-violente. Il fut de nouveau arrêté alors qu'il avait décidé d'aller à Islamabad avec M. Iftikhar Chaudhry pour prier à l'occasion d'une fête religieuse. Il fut détenu à son domicile pendant 90 jours et remit en cause la légalité de son arrestation et de sa détention. Il refusa néanmoins avec détermination d'abandonner son projet de restauration de la justice d'avant l'État d'urgence, et refusa de négocier avec le Procureur Général. Après l'assassinat de Benazir Bhutto, son rôle dans le PPP sera central de par l'influence qu'il exerce auprès des représentants du Pendjab, des avocats du pays (il est d'ailleurs élu Président de l'association du barreau de la Cour Suprême par une grande majorité d'entre eux) et auprès du grand public.
Aitzaz Ahsan fut récompensé, en même temps que Munir A Malik, le 23 janvier 2008 par le prix de Défenseur des Droits de l'Homme en Asie, remis à Hong Kong par la commission des Droits de l'Homme en Asie. La distinction pour le droit et les affaires internationales lui sera remise en son absence lors de la réunion annuelle de l'association du barreau de New York (NYSBA), en présence de plus de 5000 avocats. Le 2 février 2008, alors qu'il s’apprêtait à embarquer pour la région du Sind afin d'exprimer ses condoléances au mari de Benazir Bhutto, il fut de nouveau arrêté et enfermé pendant 30 jours.

### Contribution à la littérature
Ahsan est l'auteur d'un livre intitulé « The Indus Saga and the Making of Pakistan » (La saga de l'Indus et la création du Pakistan) et sa traduction en Ourdou « Sindh Sagar Aur Qyam-e-Pakistan » qui est une présentation de l'histoire culturelle du Pakistan.
Il est également coauteur avec Lord Meghnad Desai, de la School of Economics de Londres, du livre « Divided by Democacy » (Divisés par la démocratie)

### Récompenses
Aitzaz Ahsan est également membre honoraire du Downing College, qui fait partie de l'université de Cambridge. Dans un sondage sur Internet mené par le magazine Foreign Policy en mai 2008, Ahsan a été élu parmi les 10 intellectuels internationaux les plus importants.
En 2008, un sondage du Prospect Magazine (Royaume-Uni) et du Foreign Policy (États-Unis) le classe 5e dans la liste des intellectuels les plus importants au monde.